# Proteïna relacionada amb la miotubularina 4 (MTMR4)
La proteïna relacionada amb la miotubularina 4 (MTMR4, acrònim de les sigles en anglès Myotubularin-related protein 4) és una proteïna fosfatasa present en els éssers humans. Pertany a la família de les MTMRs (Myotubularin-related proteins), i a la superfamília de les proteïnes tirosina-fosfatasa (PTP).
Actua principalment eliminant el grup fosfat en posició 3 del fosfatidilinositol 3-fosfat (PI(3)P) i del fosfatidilinositol (3,5)-bifosfat (PI(3,5)P2), convertint-los en fosfatidilinositol (PI) i fosfatidilinositol 5-fosfat (PI(5)P) respectivament. També desfosforila proteïnes que es troben fosforilades als residus de serina, treonina i tirosina.
Es troba codificada al gen Mtmr4, present al cromosoma 17 del genoma humà (17q22).Concretament, entre la posició 58491666 i la 59384453.

S'expressa en moltes localitzacions de l'organisme: cervell, cor, ronyons, melsa, fetge, múscul, placenta, glàndula tiroides, pàncrees, ovaris, pròstata, pell, sang i a la medul·la òssia. A escala intracel·lular es pot trobar al citoplasma i a la membrana dels endosomes primerencs, tardans i de reciclatge.

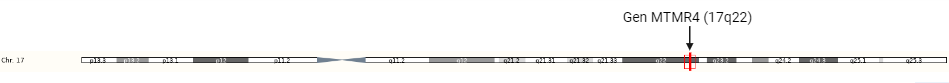
Localització del gen Mtmr4 al cromosoma 17 (17q22)

## Estructura
La MTMR4 és una molècula asimètrica formada per una única cadena polipeptídica de 1195 aminoàcids i el seu punt isoelèctric és 5.68.

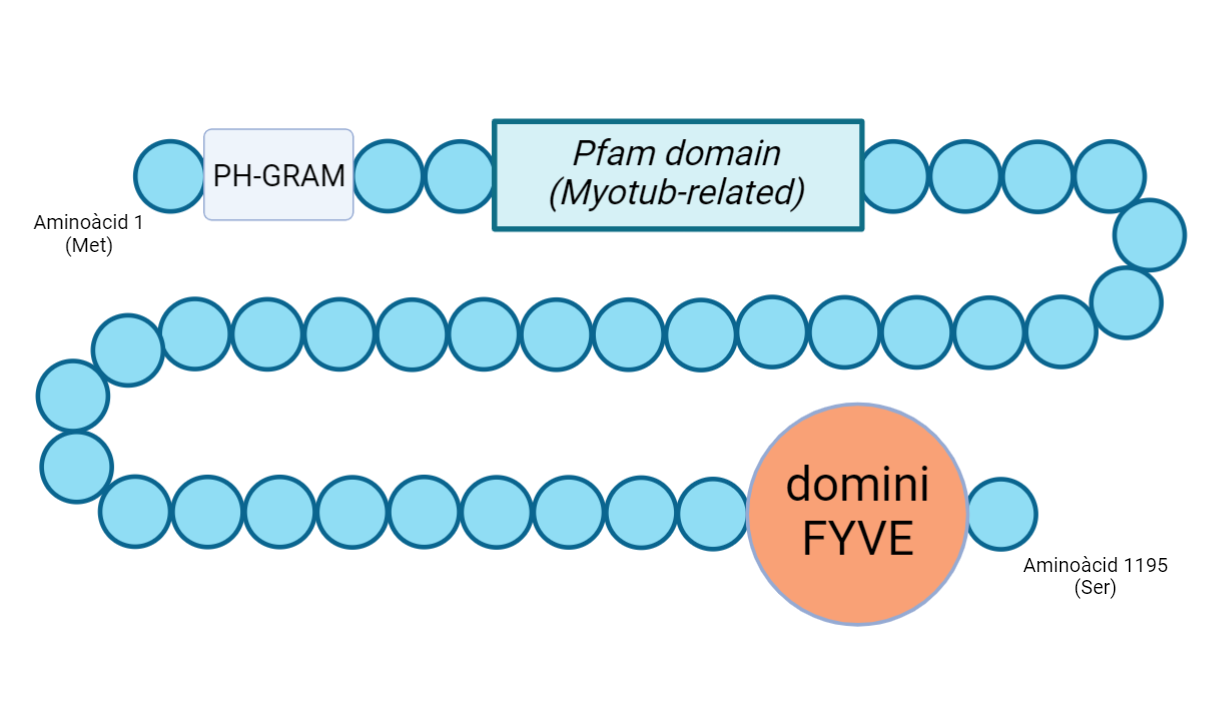
Estructura de la proteïna MTMR4. Se'n destaquen els tres dominis.

La seva estructura terciària presenta tres dominis. En primer lloc, hi ha un domini PH-GRAM, localitzat a l'extrem N inicial. En segon lloc, entre les posicions 127 i 519 es troba el domini Myotub-related, comú a totes MTMRs i a la resta de proteïnes que presenten un domini fosfatasa de miotubularina; consta d'una làmina beta central formada per set filaments envoltada per tretze hèlixs alfa. Aquest domini és semblant a resta dels dominis fosfatasa de les PTPs, ja que també forma un bucle P a la base del lloc d'unió amb el substrat i presenta el motiu catalític C(X)5R (on C és cisteïna, X és qualsevol aminoàcid i R és arginina). Per acabar, entre les posicions 1106 i 1175 es troba el domini FYVE, situat a l'extrem C terminal.
En conjunt, la MTMR4 presenta un motiu d'hèlix superenrotllada (en anglès coiled coil motif) que és l'ajuntament de dues o més hèlixs alfa semblant als filaments d'una corda.
Segons el PTMcode, la MTMR4 presenta 20 PTMs (modificacions posttraduccionals de la proteïna). La MTMR4 és sotmesa a 17 fosforil·lacions, 2 metilacions i una oxidació.

## Funció biològica
Com s'indica a dalt, la MTMR4 és un dels enzims que catalitzen l'eliminació del grup fosfat (desfosforilació) en posició 3 del PI(3)P i del PI(3,5)P2, generant PI i PI(5)P respectivament. Els fosfatidilinositols són lípids minoritaris que es troben en la membrana cel·lular amb la capacitat que altres enzims els afegeixin grups fosfat. Els PIs modificats d'aquesta manera s'anomenen de forma genèrica fosfoinosítids (PIP) i actuen com a senyalitzadors cel·lulars. De manera similar, la MTMR4 pot desfosforilar altres molècules senyalitzadores.Generalment, aquests senyalitzadors són actius quan tenen afegit un o més grups fosfat i inactius quan no.
La funció biològica principal de la MTMR4 és, per tant, la d'aturar el senyal d'activació de diverses vies i processos biològics. A continuació es detallen uns quants exemples d'aquesta funció i d'altres.

### Vies de fagocitosi i endocitosi
La MTMR4 present en els macròfags regula negativament la fagocitosi i la posterior maduració dels fagosomes cap a endosomes tardans i lisosomes. Durant aquests processos, que permeten als macròfags ingerir i degradar patògens i cèl·lules defectuoses o mortes, la MTMR4 és reclutada de manera dinàmica i temporal.
La presència de MTMR4 fa disminuir la quantitat de receptors d'antígens Fcγ a la membrana plasmàtica i l'acumulació de filaments d'actina durant la formació de la copa fagocítica. Com a conseqüència, minva la capacitat de la cèl·lula de detectar i ingerir molècules objectiu. Un cop format el fagosoma, la MTMR4 és reclutada al seu voltant i regula el seu processament complementant la funció de les quinases dels fosfatidilinositols: és a dir, degrada els PI(3)P.
A més a més, la proteïna MTMR4 actua com a regulador de la distribució (“sorting”) de la càrrega endosòmica en el reciclatge d’endosomes. La MTMR4 atrapa la transferrina dins d'un endosoma primerenc i endarrereix així el seu reciclatge. Aquesta funció és específica de la MTMR4 perquè altres proteïnes de la mateixa família no tenen aquesta capacitat. Intervé en la distribució de Rab11 i VAMP3 que són proteïnes involucrades en el tràfic de molècules entre els endosomes i la membrana plasmàtica. La MTMR4 ajuda a aquestes a ancorar-se a prop del nucli de la cèl·lula.

### Regulació del sistema immunitari innat
La MTMR4, juntament amb la MTMR3 (proteïna relacionada amb la miotubularina 3), participa en la regulació negativa de les respostes immunitàries innates mediades per ADN a través de la modulació del mecanisme de STING (de l'anglès Stimulator of Interferon Genes, proteïna transmembrana que indueix la producció d'interferons tipus I quan les cèl·lules són infectades) mitjançant la desfosforil·lació del PI(3,5)P2 i del PI(3)P. Algunes malalties autoimmunitàries o inflamatòries podrien estar relacionades amb el mecanisme STING, perquè STING s'activa de forma no desitjada quan es detecta ADN al citosol.
La MTMR4 inactiva o atenua el mecanisme STING a causa de la desfosforilització del PI(3)P, de manera que STING no es pot acumular al citosol. S'ha demostrat que quan s'atura la producció de MTMR3 i de MTMR4 es dona una major producció d'interferó I, ja que STING passa del reticle endoplasmàtic a l'aparell de Golgi perinuclear més ràpidament, acumulant-se de forma anormal en punts citosòlics positius per al PI(3)P, provocant una resposta immunitària innata més intensa.

### Atenuació del factor de creixement transformant beta
La MTMR4 es localitza als endosomes primerencs, on desenvolupa un rol fonamental. Atenua el factor de creixement transformant beta (TGF-β) i la senyalització BMP.

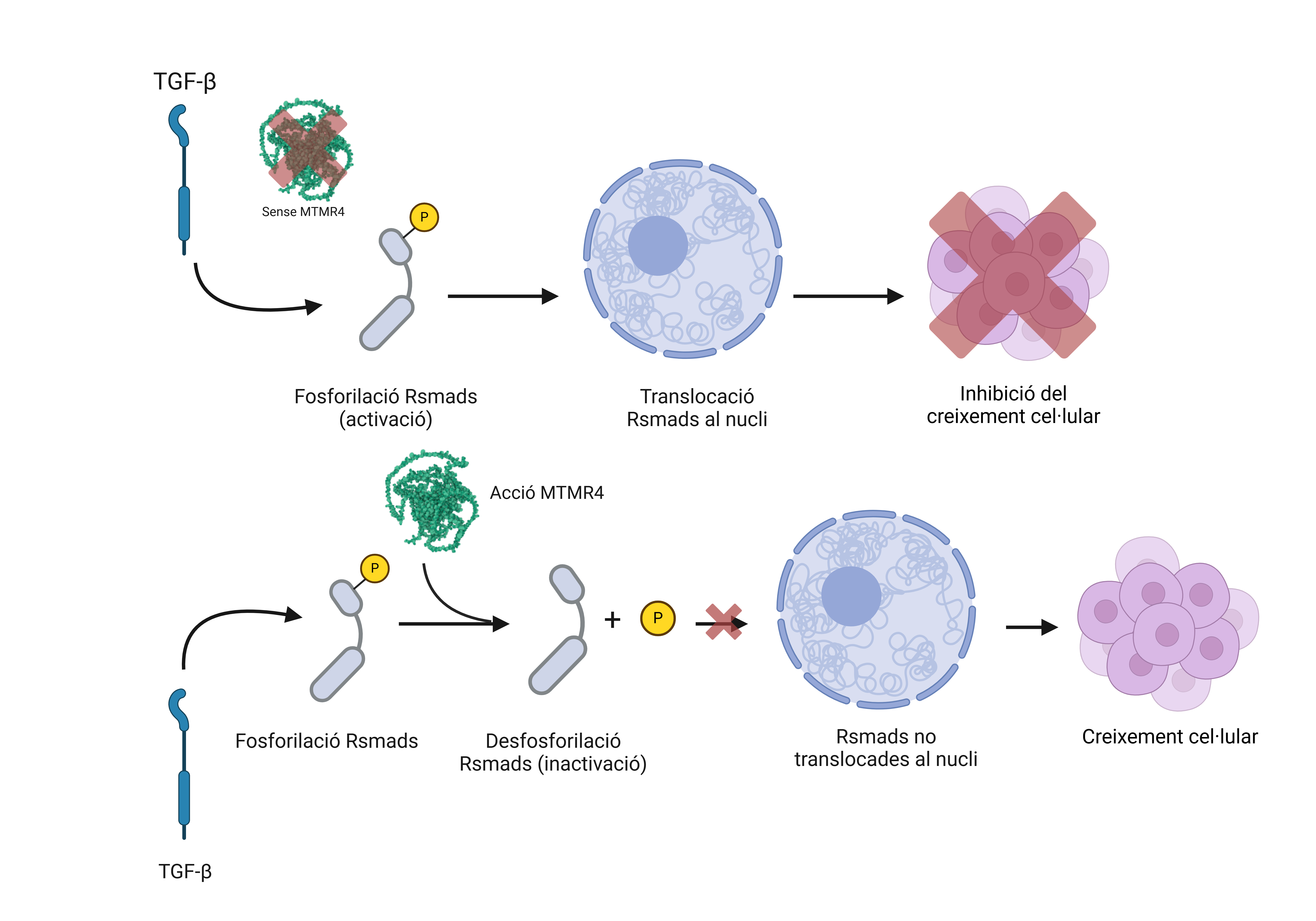
Atenuació del factor de creixement transformant beta (TGF-β)

El factor de creixement transformant beta (TGF-β) regula el creixement cel·lular, la diferenciació cel·lular i l'apoptosi. Consisteix en el fet que el TGF-β indueix a la fosforilació dels R-Smads que després són translocats al nucli on intervenen en l'expressió dels gens inhibidors del creixement cel·lular. La MTMR4 pot desfosforilar els R-Smads, impedint que siguin translocats al nucli i així permet que la cèl·lula pugui créixer.
Un exemple són les proteïnes morfogenètiques d’os (BMPs), un grup de molècules de senyalització pertanyents a la superfamília de proteïnes TGF-β. La senyalització BMP regula una àmplia gamma de processos biològics i el manteniment de l'homeòstasi dels teixits adults.
Aquesta senyalització és atenuada per la proteïna MTMR4 de dos formes diferents. En primer lloc, una sobreexpressió de la proteïna afecta l’expressió dels gens de les molècules diana de la senyalització BMP, atenuant així la via. D’altra banda, també actuen com a fosfatases de les proteïnes R-Smads, que també intervenen en aquestes vies de senyalització activant la transcripció de gens quan són fosforilades (i, per tant, activades); el domini MH2 d’una R-Smad (Smad1) serveix de substrat fisiològic per a la MTMR4. A més a més, la sobreexpressió de MTMR4 accelera la desfosforilació d’aquesta mateixa Smad1, és a dir, accelera la seva inactivació. El fet que la MTMR4 controli la velocitat de desfosforilació de Smad1 és un mecanisme necessari per a mantenir la senyalització BMP activa en homeòstasi.

### Regulació de l'abscisió cel·lular
Les proteïnes MTMR3 i MTMR4 intervenen en la citoquinesi, l’últim pas de la mitosi en què se separen les cèl·lules filles. Regulen la mitosi interactuant amb Polo-like cinasa 1 (PLK1) i amb la proteïna centrosomal 55 (CEP55), importants reguladors de l’abscisió. Hi interactuen a través dels seus motius d'hèlix superenrotllada (en anglès coil coiled motifs). La MTMR3 interacciona amb la PLK1 mentre que la MTMR4 ho fa amb la CEP55 a través del seu motiu GPPXXXY (on G és glicina, P prolina, X qualsevol aminoàcid i Y tirosina). Llavors, les MTMR3 i MTMR4 fan de pont entre la PLK1 i la CEP55, garantint la fosforilació adequada de la CEP55 i regulant el seu reclutament correcte a l’anell contràctil, responsable de l’abscisió. Una disminució o una sobreexpressió de les MTMR3 i MTMR4 comporta un augment de les cèl·lules multinucleades o binucleades. Aquests efectes coincideixen amb els de les alteracions en l’expressió de les proteïnes PLK1 (reguladora de diversos passos de la mitosi) i CEP55 (component crucial de l’anell contràctil). En definitiva, les MTMR3 i MTMR4 han d’estar estrictament regulades per garantir una abscisió correcta durant la citoquinesi.

## Rellevància mèdica

#### Marcador de lesions cerebrals[20]
S'ha demostrat que durant un ictus isquèmic agut hi ha una sobreexpressió del gen Mtmr4, cosa que podria convertir aquesta proteïna com a un bon marcador molecular per detectar aquesta malaltia. Una possible explicació d'aquest fet és, novament, la relació que la MTMR4 té amb el PI(3)P, que podria tenir un paper en la patogènesi de les lesions cerebrals hipóxico-isquèmiques.

#### Regulació de la infecció bacteriana[16][21]
Alguns bacteris patogènics, com S.typhimurium, M. tuberculosis i M. marinum entren a la cèl·lula per fagocitosi o endocitosi i són capaços de proliferar si la cèl·lula no consegueix degradar-los. Després de la invasió i de forma natural, els PI(3)P s’associen ràpidament a la vesícula que conté els bacteris durant la maduració primerenca.
La sobreexpressió de la proteïna MTMR4 no té cap efecte en la infecció bacteriana, però sí que té un impacte en la maduració primerenca dels vacuols bacterians; una elevada expressió disminueix el reclutament normal de les proteïnes endosomals dependents de PI(3)P durant la maduració primerenca a causa d’un excés de desfosforilació de PI(3)P, cosa que alenteix el procés d'autofàgia i degradació dels bacteris. A més, certs bacteris poden secretar altres proteïnes desfosforiladores de PI(3)P, dificultant addicionalment la seva eliminació. El fet que una vesícula no estigui marcada amb PI(3)P provoca que no continui la via que la fusionarà amb els lisosomes, de manera que el seu contingut no es degradarà.
D’altra banda, s’ha demostrat que una disminució de MTMR4 en cèl·lules infectades comporta un descens en la viabilitat del bacteri, en part perquè la senyalització dels PI(3)P està activa durant més temps. Això facilita que el bacteri sigui fixat per la via autofagocítica de la cèl·lula i pugui ser degradat.